# Steringotrema corpulentum
Steringotrema corpulentum är en plattmaskart. Steringotrema corpulentum ingår i släktet Steringotrema och familjen Fellodistomatidae. Inga underarter finns listade i Catalogue of Life.